# Soldadura

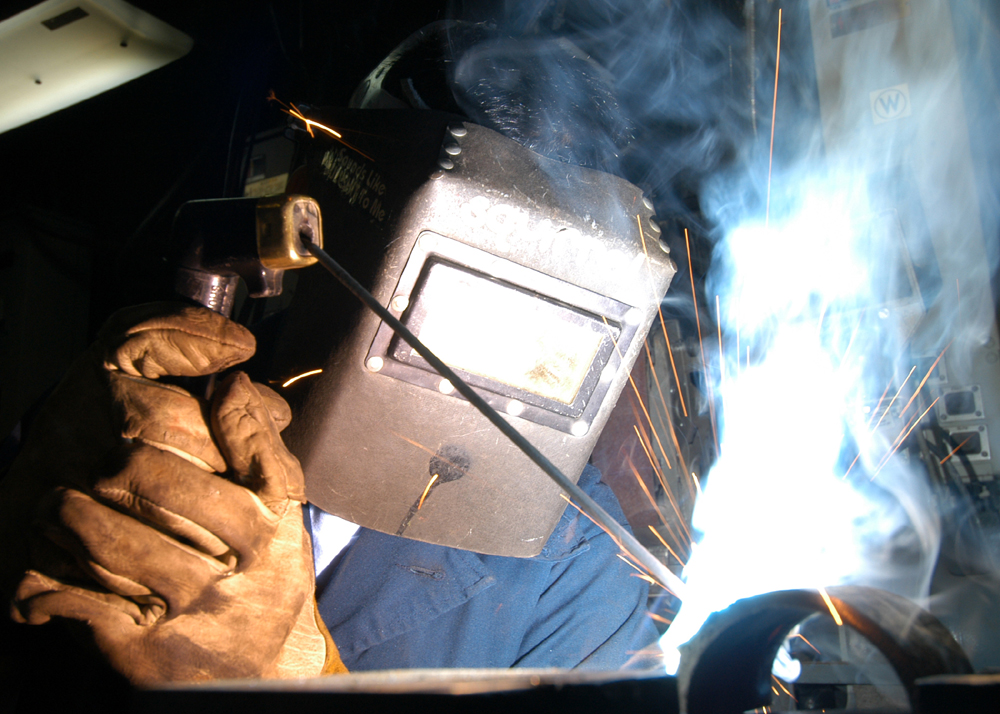
Soldadura a l'arc

La soldadura és la unió de dos materials, generalment metalls o termoplàstics, per coalescència. En la qual les peces fusionades fonent ambdues i afegint un material de farciment, el qual té un punt de fusió menor al de la peça a soldar, per aconseguir un bany de material fos (bany de soldadura) que, en refredar-se, es converteix en una unió forta. Segons el mètode utilitzat s'exerceix pressió conjuntament amb calor, per produir la soldadura. Això diferencia la soldadura tova (en anglès Soldering) i la soldadura forta (en anglès Brazing ), que impliquen la fosa d'un material de baix punt de fusió entre peces de treball per formar un enllaç entre ells, sense fondre les peces de treball.
Moltes fonts d'energia diferents poden ser usades per a la soldadura, incloent una flama de gas, un arc elèctric, un làser, un raig d'electrons, processos de fricció o ultrasò. Per formar la unió entre dues peces de metall generalment s'utilitza un arc elèctric. Soldadures de fusió o termoplàstics es fan generalment del contacte directe amb una eina o un gas calent.
Mentre que sovint és un procés industrial, la soldadura pot ser feta en molts ambients diferents, incloent l'aire lliure, sota l'aigua i a l'espai. En qualsevol lloc, és una activitat perillosa i cal molta precaució per evitar cremades, descàrrega elèctrica, fums verinosos i la sobreexposició a la llum ultraviolada.
Fins al final del segle xix, l'únic procés de soldadura era la soldadura de farga, que els ferrers han usat per segles per ajuntar metalls escalfadors i colpejant. La soldadura a l'arc i la soldadura a gas estaven entre els primers processos a desenvolupar tardanament en el segle, seguint poc després la soldadura per resistència. La tecnologia de la soldadura va avançar ràpidament durant el principi del segle XX mentre que la Primera Guerra Mundial i la Segona Guerra Mundial van conduir la demanda de mètodes de juntura fiables i barats. Després de les guerres, van ser desenvolupades diverses tècniques modernes de soldadura, incloent mètodes manuals com la Soldadura per elèctrode revestit per arc, convertit en un dels més populars mètodes de soldadura, així com processos semiautomàtics i automàtics com ara Soldadura GMAW, soldadura d'arc submergit, soldadura d'arc amb nucli de fundent i soldadura per electroescoria. Els progressos van continuar amb la invenció de la soldadura per raig làser i la soldadura amb raig d'electrons a mitjans del segle xx. Avui en dia, la ciència continua avançant. La soldadura robotitzada està arribant a ser més corrent a les instal·lacions industrials. Els investigadors continuen desenvolupant nous mètodes i guanyant major comprensió de la qualitat i les propietats de la soldadura.

## Història

El Pilar de Ferro a Delhi.

La història de la unió de metalls es remunta a diversos mil·lennis, amb els primers exemples de soldadura des de l'edat del bronze i l'edat de ferro a Europa i l'Orient Mitjà. La soldadura va ser usada en la construcció del Pilar de Ferro a Delhi, a l'Índia, erigit prop de l'any 310 i pesa 5,4 tones mètriques. L'edat mitjana va portar avenços en la soldadura de farga, amb la qual els ferrers repetidament colpejaven i escalfaven el metall fins que s'unia. El 1540, Vannoccio Biringuccio va publicar l'obre De la pirotechnia, que inclou descripcions de l'operació de forjat. Els artesans del Renaixement eren hàbils en el procés, i la indústria va continuar creixent durant els segles següents. No obstant això, la soldadura va ser transformada durant el segle xix. El 1800, Sir Humphry Davy va descobrir l'arc elèctric, i els avenços en la soldadura per arc van continuar amb les invencions dels elèctrodes de metall per un rus, Nikolai Slavyanov, i un americà, C. L. Coffin a la fi dels anys 1800, fins i tot com la soldadura per arc de carbó, que usava un elèctrode de carbó, va guanyar popularitat. Al voltant de 1900, A. P. Strohmenger va llançar un elèctrode de metall recobert a Gran Bretanya, que va donar un arc més estable, i el 1919, la soldadura de corrent altern va ser inventada per C. J. Holslag, però no va arribar a ser popular per una altra dècada.
La soldadura per resistència també va ser desenvolupada durant les dècades finals del segle xix. Les primeres patents van anar a Elihu Thomson el 1885, que va produir posteriors avenços durant els següents 15 anys. La soldadura de tèrmit va ser inventada el 1893, i al voltant d'aquest temps, va establir-se un altre procés, la soldadura a gas. L'acetilè va ser descobert el 1836 per Edmund Davy, però el seu ús en la soldadura no va ser pràctic fins a prop de 1900, quan va ser desenvolupat un bufador convenient. Al principi, la soldadura de gas va ser un dels més populars mètodes degut a la seva portabilitat i cost relativament baix. No obstant això, a mesura que progressava el segle xx, va baixar en les preferències per a les aplicacions industrials. En gran part va ser substituïda per la soldadura d'arc, en la mesura que van continuar sent desenvolupades les cobertes de metall per a l'elèctrode, conegudes com a fon), que estabilitzen l'arc i blindada el material base de les impureses.
La Primera Guerra Mundial va causar un repunt important, amb les diferents forces militars que procuraven determinar quins dels diversos processos nous. Els britànics van usar primàriament la soldadura per arc, fins i tot van construir una nau, el Fulagar, amb un casc completament soldat. Els nord-americans eren més cauts, però van començar a reconèixer els beneficis de la soldadura per arc quan van adonar-se que permetia reparar ràpidament les seves naus després dels atacs alemanys al port de Nova York al principi de la guerra. També la soldadura d'arc va ser aplicada primer als avions durant la guerra als fuselatges d'avions alemanys.
Durant els anys 1920, importants avenços van ser fets com per exemple la soldadura automàtica el 1920, en la qual el filferro de l'elèctrode era alimentat contínuament. El gas de protecció va convertir-se en un tema rebent molta atenció, mentre que els científics procuraven protegir les soldadures contra els efectes de l'oxigen i del nitrogen en l'atmosfera. La porositat i la fragilitat eren els problemes primaris, i les solucions que van desenvolupar van incloure l'ús de l'hidrogen, argó, i heli com a atmosferes de soldadura. Durant la següent dècada, posteriors avenços van permetre la soldadura de metalls reactius com l'alumini i el magnesi. Això, conjuntament amb l'automatització, el corrent altern i els fundents alimentar una important extensió de les aplicacions industrials durant els anys 1930 i durant la Segona Guerra Mundial.
A mitjans del segle xx, van ser inventats molts mètodes nous. El 1930 va veure el llançament de la soldadura de pern, que aviat va arribar a ser popular a la fabricació de naus i la construcció. La soldadura d'arc submergit va ser inventada el mateix any, i continua sent popular avui en dia. El 1941, després de dècades de desenvolupament, la soldadura d'arc de gas tungstè va ser finalment perfeccionada, seguida el 1948 per la soldadura per arc metàl·lic amb gas: permet la soldadura ràpida de materials no ferrosos però requereix costosos gasos de blindatge. La soldadura d'arc metàl·lic blindat va ser desenvolupada durant els anys 1950, utilitza un fundent d'elèctrode consumible cobert, i es va convertir ràpidament en el més popular procés de soldadura d'arc metàl·lic. El 1957, va debutar el procés de soldadura per arc amb nucli fundent, en què l'elèctrode de filferro autoblindat podia ser usat amb un equip automàtic que accelera el procés. Aquest mateix any va ser inventada la soldadura d'arc de plasma. La soldadura per electroescoria va ser introduïda el 1958, i va ser seguida el 1961 per la soldadura per electrogen.
Altres desenvolupaments recents inclouen el 1958 l'important èxit de la soldadura amb raig d'electrons, que fa possible la soldadura profunda i estreta per mitjà de la font de calor concentrada. Seguint la invenció del làser el 1960, la soldadura per raig làser va debutar diverses dècades més tard, i ha demostrat ser especialment útil en la soldadura automatitzada d'alta velocitat. No obstant això, tots dos processos continuen sent altament costosos per causa de l'alt cost de l'equip.

## Processos de soldadura

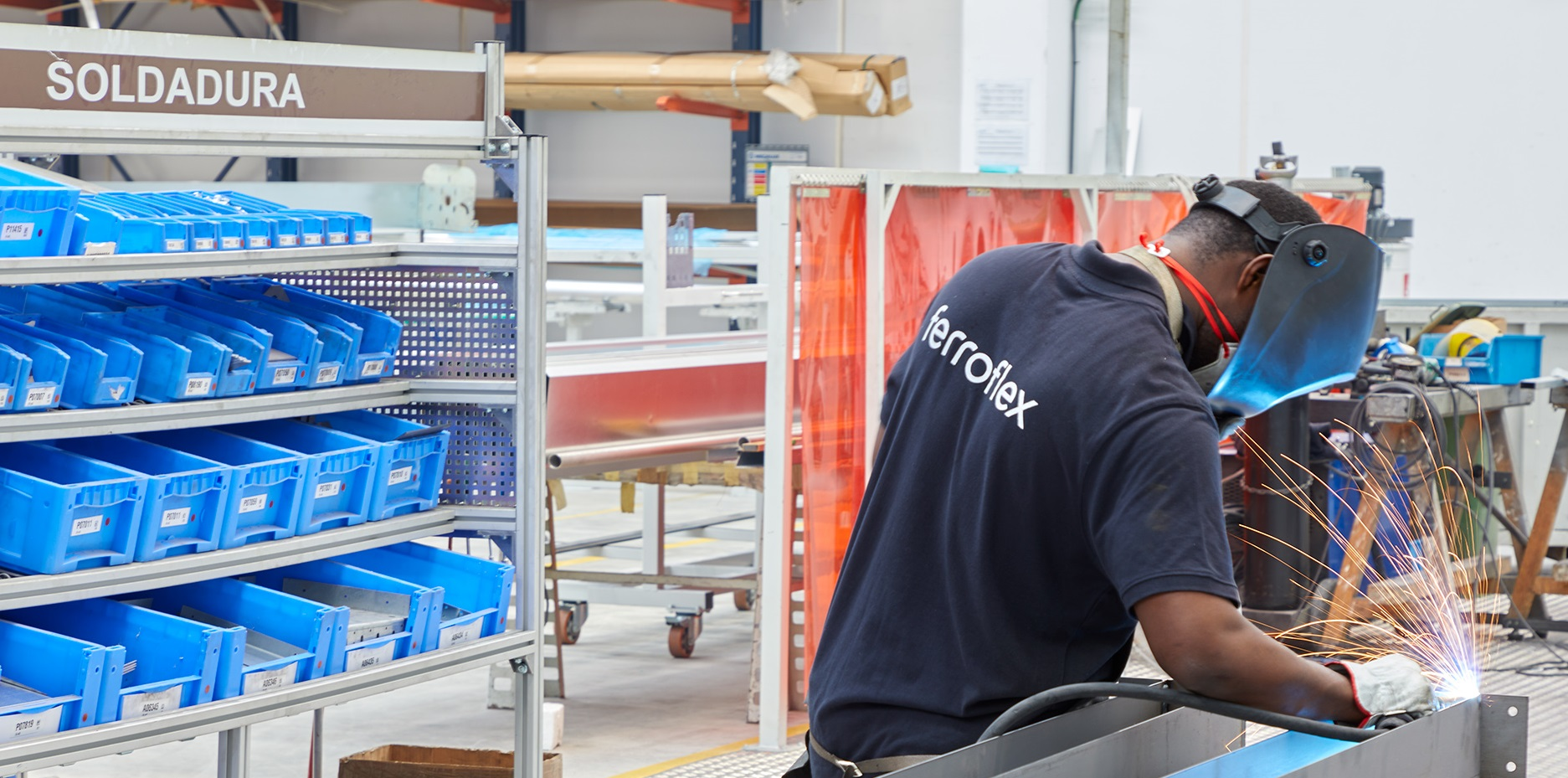
Un operari realitza tasques de soldadura a una fàbrica de portes automàtiques industrials

### Soldadura a l'arc
Aquests processos utilitzen una font d'alimentació per a soldadura per crear i mantenir un arc elèctric entre un elèctrode i el material base per a fondre els metalls al punt de la soldadura. Poden usar-se tant corrent continu (CC) com altern (CA), i elèctrodes consumibles o no consumibles. De vegades, la regió de la soldadura és protegida per un gas inert o semi-inert, conegut com a gas de protecció, i el material de farciment de vegades és usat també.

#### Processos

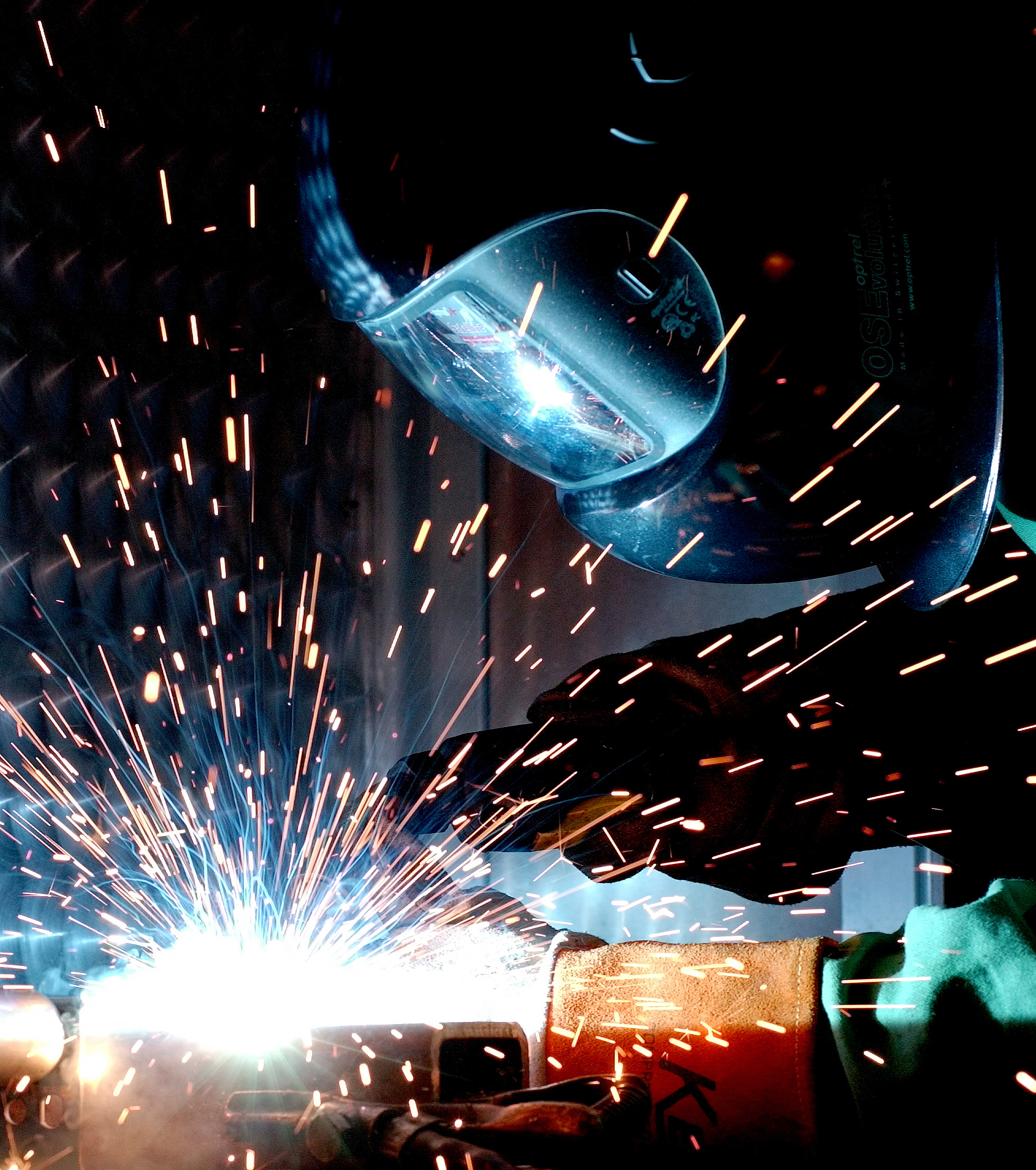
Soldadura d'arc de metall blindat.

### Soldadura a gas

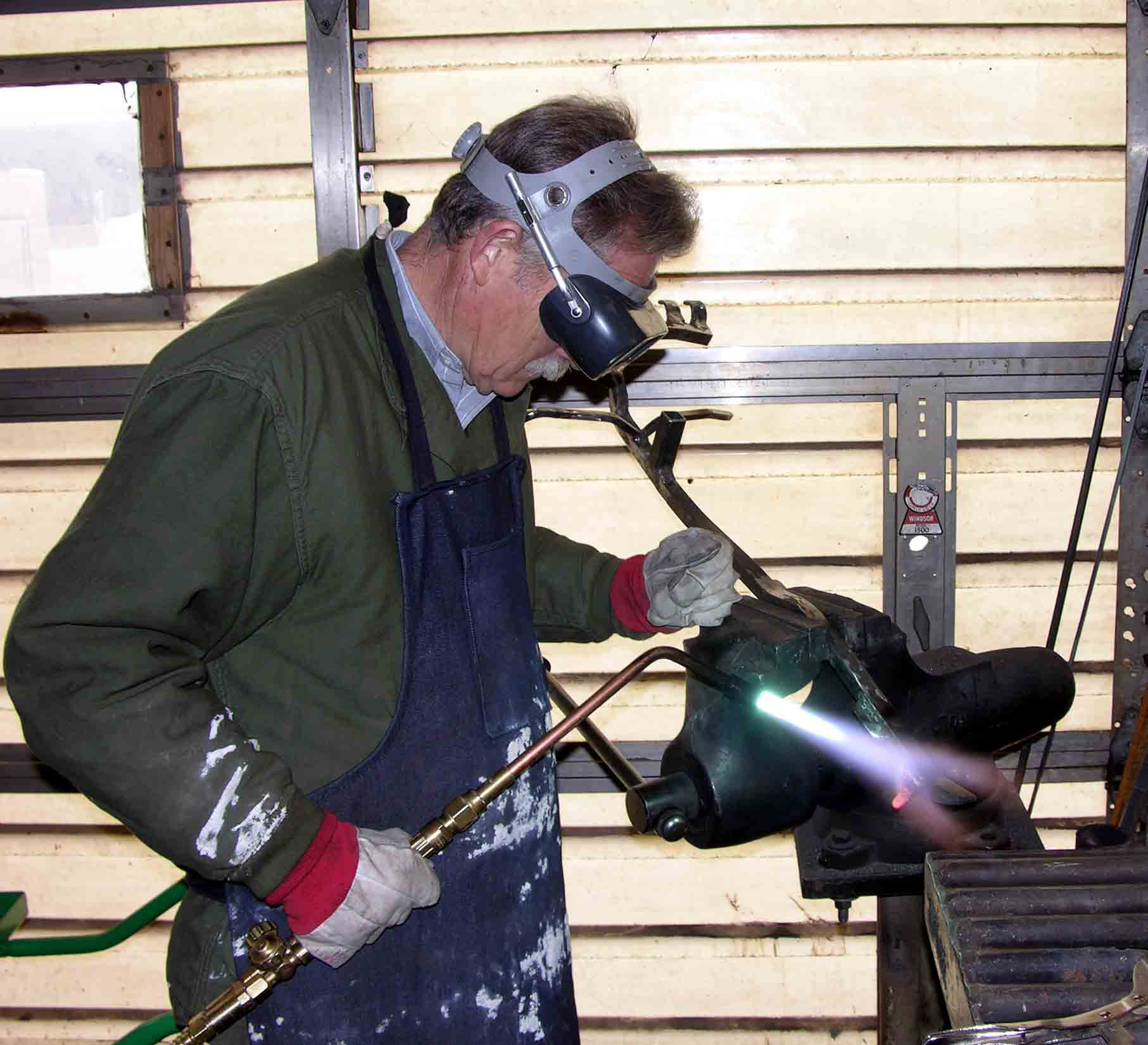
Soldadura a gas d'una armadura d'acer usant el procés de oxiacetilènica.

### Soldadura per resistència

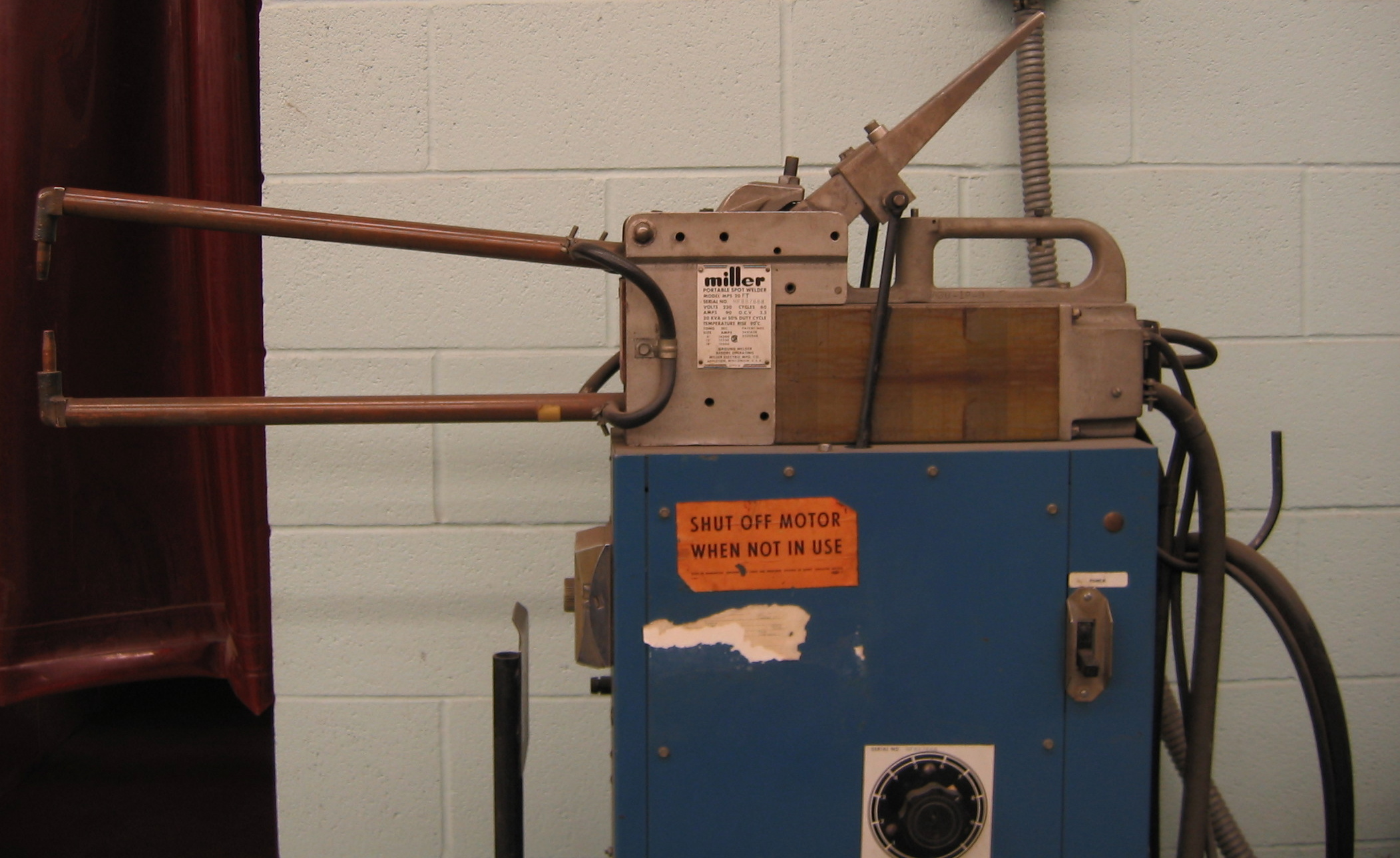
Soldador de punt

## Geometria

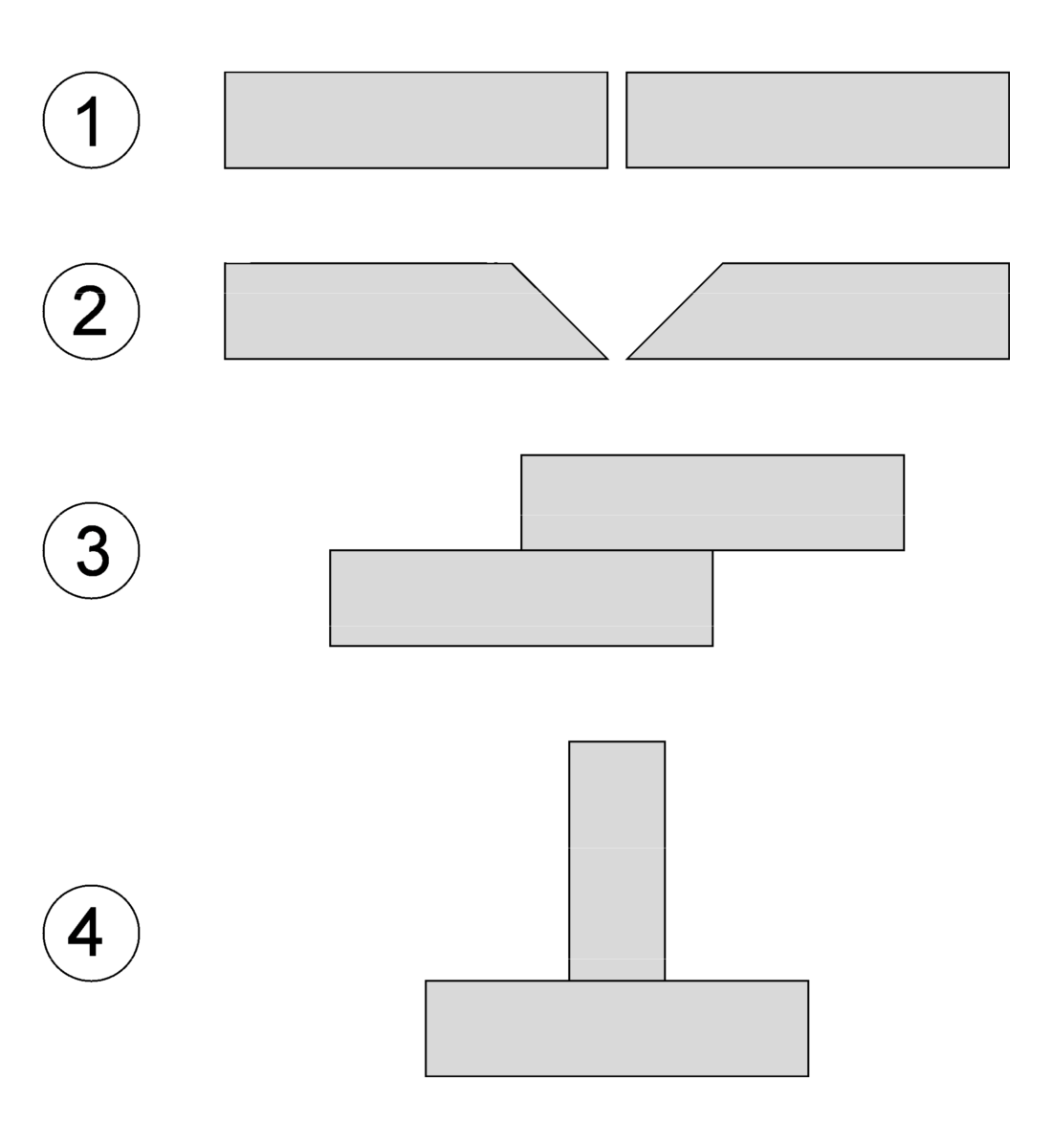
Tipus comuns de juntures de soldadura
(1) juntura per testa quadrat
(2) juntura per testa en-V
(3) juntura solapada
(4) juntura en-T.

La secció creuada d'una juntura d'extrem soldat, amb el gris més fosc representant la zona de la soldadura o la fusió, el gris mig la zona afectada per la calor ZAT, i el gris més clar el material base.

### Zona afectada per la calor

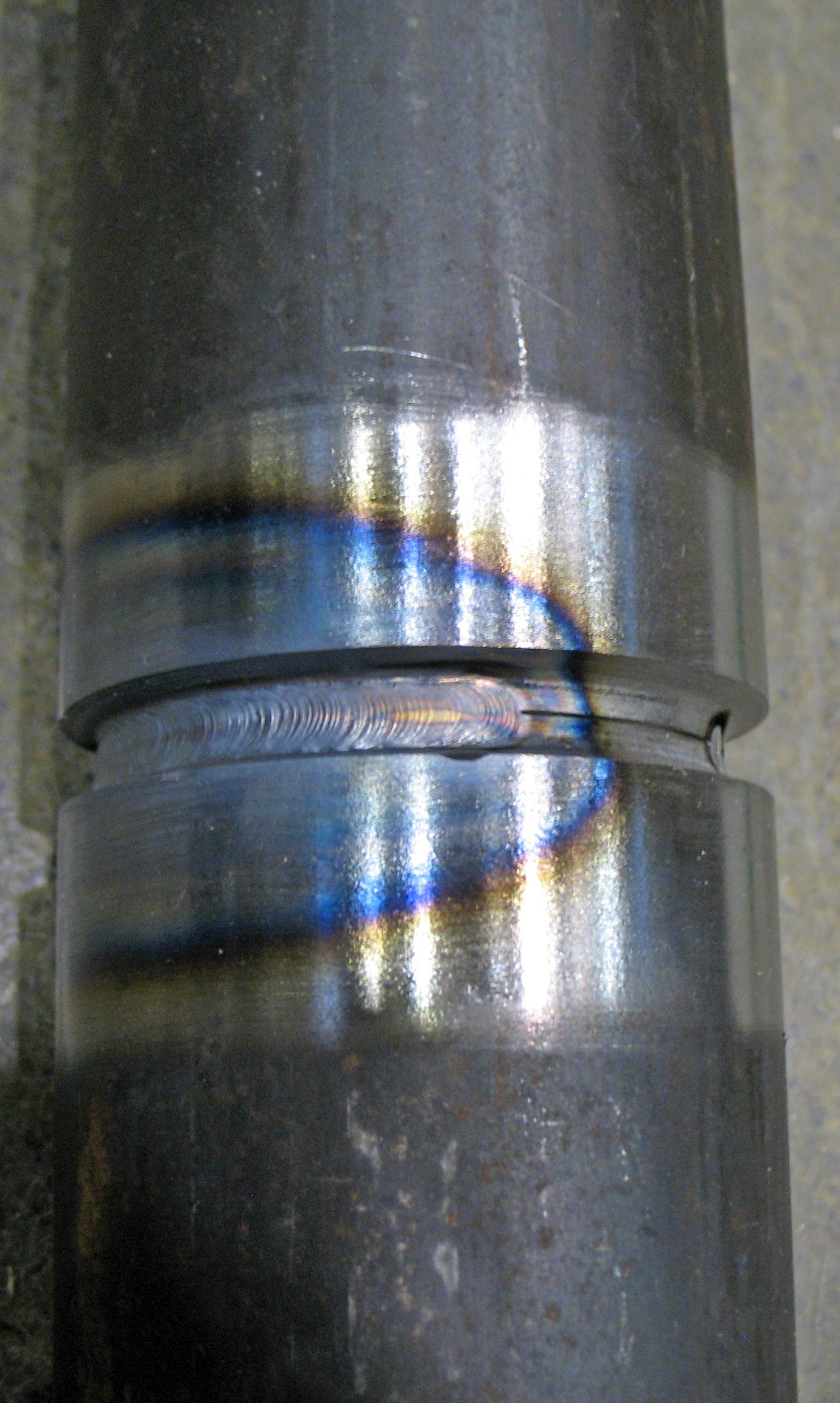
L'àrea blava resulta de l'oxidació a una temperatura corresponent a 316 °C. Això és una manera precisa d'identificar la temperatura, però no representa l'amplada de la zona afectada per la calor (ZAT). La ZAT és l'àrea estreta que immediatament envolta el metall base soldat.

## Condicions inusuals

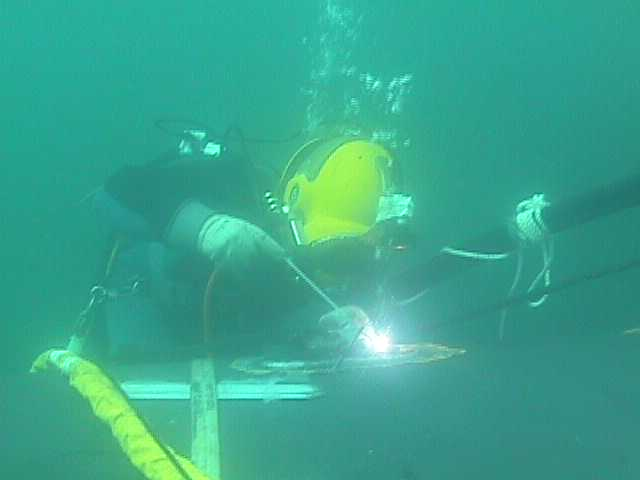
Soldadura subaquàtica